# Tuatafa
Tuatafa ist ein Dorf im Königreich Alo, welches als Teil des französischen Überseegebiets Wallis und Futuna zu Frankreich gehört.

## Lage
Das Dorf befindet sich im Norden der Insel Futuna und im äußersten Norden des Königreichs Alo, nahe der Grenze zu Sigave. Mit der Église de Sainte Famille hat Tuatafa auch eine Kirche. Hier finden Gottesdienste und traditionelle Feste statt.

## Bevölkerung
Während Tuatafa im Jahre 1996 nur 2 Einwohner hatte, stieg die Einwohnerzahl bis 2003 auf 43 an. 2008 waren es 34 Personen und 2013 sowie auch 2018 lebten wieder nur noch 2 Personen in Tuatafa. Somit ist Tuatafa ein Dorf mit dem stärksten Bevölkerungsrückgang in den letzten Jahren. Wallis und Futuna verliert generell, vor allem wegen der Auswanderung junger Einwohner, zum Beispiel nach Neukaledonien, an Bevölkerung.